# Marian Jeliński
Marian Jeliński (* 8. prosince 1949) je kašubský překladatel a spisovatel. Je autor sbírky Gòscëna; Doktor Alosz z „Grifa Kaszëbsczégò“ (2006). Širší veřejnosti je znám ale zejména jako autor (spoluautor je David Shulist) slovníku - Kaszëbskò-anielskò-pòlsczi słowôrz ISBN 9788392856917 ().

## Dílo
- Slovník polsko-anglicko-kašubského (Pòlskò-anielskò-kaszëbsczi słowôrz, 2010 ISBN 9788392856900)
- Slovník kašubsko-anglicko-polského (Kaszëbskò-anielskò-pòlsczi słowôrz, 2011 ISBN 9788392856917) (spoluautor David Shulist)
- Kašubsko-česko-polský malý slovník (Môłi kaszëbskò-czeskò-pòlsczi słowôrz, 2014 ISBN 9788392856924) (spoluautor)